# 平頂火山
平頂火山（英語：tuya）

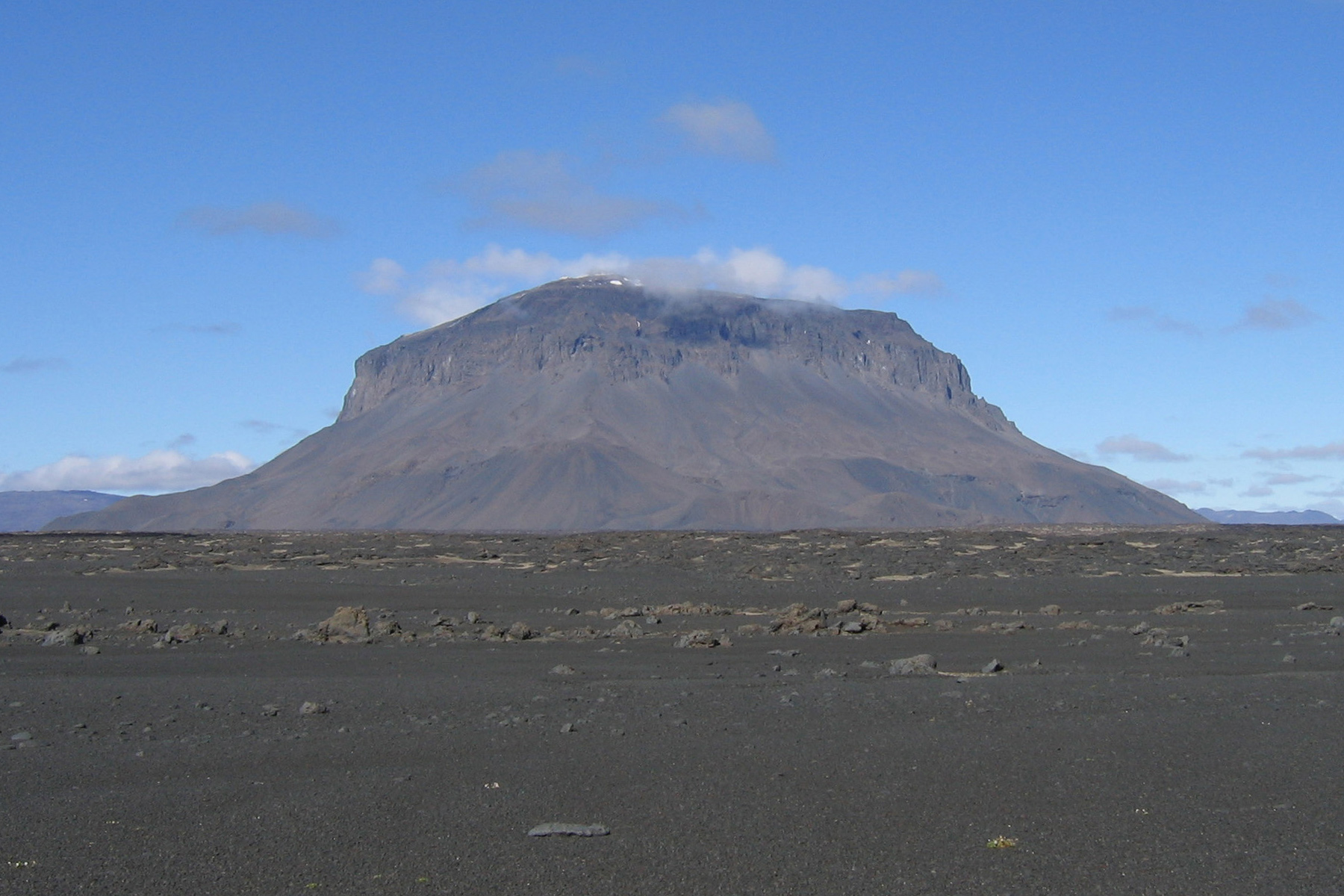
冰島的平頂火山海爾聚布雷茲山。

是一座平頂、陡峭的火山，當熔岩噴出時，受到厚層冰川或冰蓋阻擋，而造成平頂形狀。在地球上很少見，因爲必需在有冰川覆蓋及同時有火山活動的地區。
由於在冰川下噴發的熔岩冷卻得非常快，無法流散很遠，因此它會堆積成陡峭的山坡。如果噴發持續的時間足夠長，融化所有的冰后，熔岩會從冰的頂部流出，然後形成看起來像正常的熔岩流。但在山頂上形成一個平頂。鑒定熔岩流的年代可用於重建過去的冰川冰範圍和厚度.

## 形成

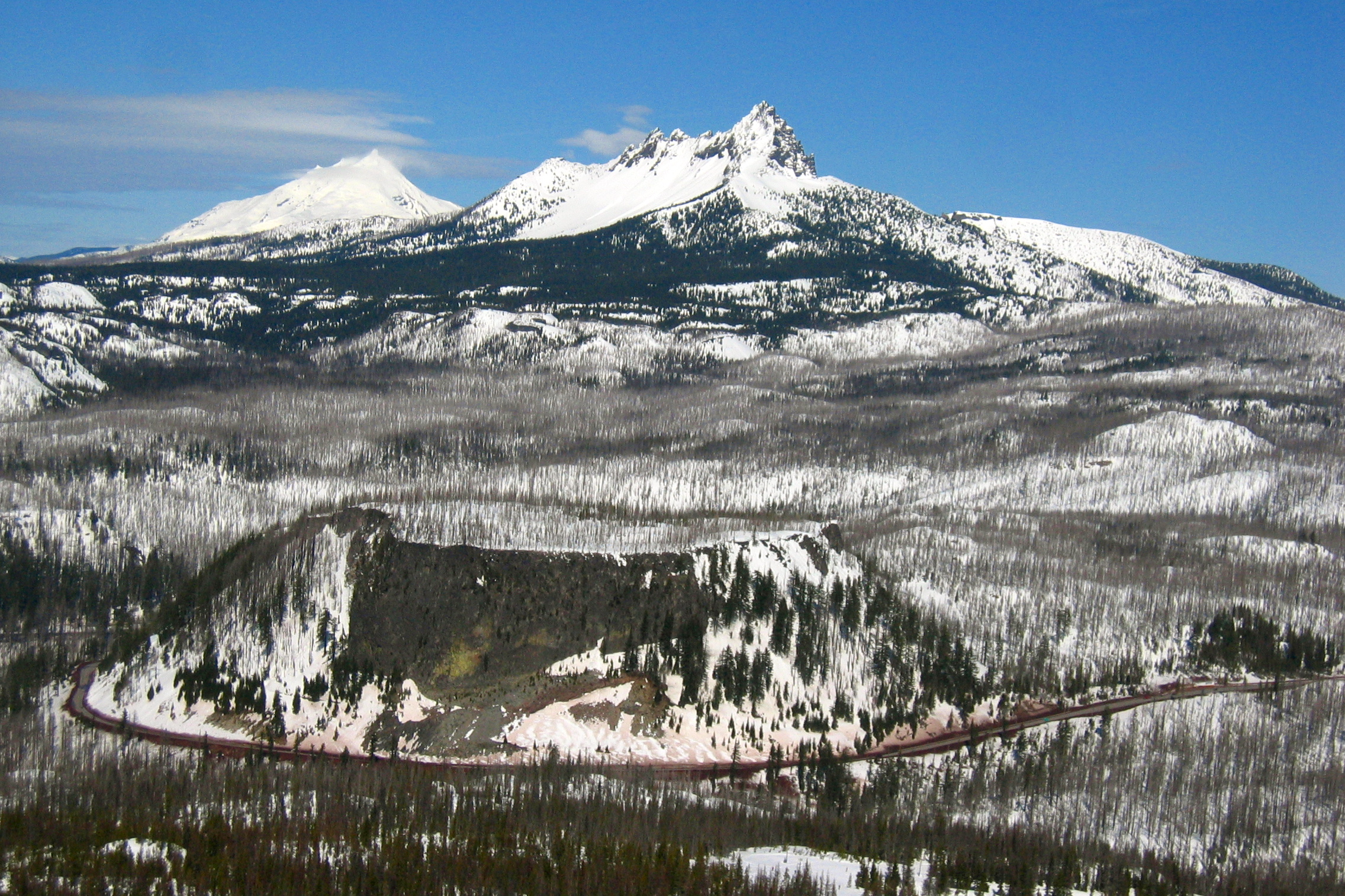
俄勒岡州霍格岩（前景）。

平頂火山(Tuyas)是一種冰下火山，由幾乎水平的熔岩層組成，覆蓋著向外傾斜的火山岩碎片，它們通常是在平原上的孤立的高原。 Tuyas 分佈在冰島、不列顛哥倫比亞省,俄勒岡州的 Santiam Pass 地區、俄羅斯東部的 Tyva 共和國,
南極半島和西南極冰蓋之下。冰島的 Tuyas 有時因其平頂而被稱為桌山。